# Води Полтавської області
Води Полтавської області — води та водні ресурси, що є на території Полтавської області.
Загальна площа земель, покритих водою становить 1 488 км², або 5,18% від усієї території області. У тому числі: під штучними водоймами — 1 313 км², річками й струмками — близько 103 км², озерами — 51,4 км².
Місцеві водні ресурси річок Полтавської області становлять: у середній за водністю рік 1940 млн м³, у маловодний рік 75% забезпеченості — 1310 млн м³, у дуже маловодний рік 95% забезпеченості — 760 млн м³. У середній за водністю рік з 1 км² поверхні області збирається 82 тис. м3 водного стоку (в Україні — 83 тис. м2; у світі — 268 тис. м³). За об'ємом місцевого стоку Полтавщина займає 12 місце в Україні. Але найбільше значення для забезпечення господарства області водою має транзитний стік Дніпра. Тому сумарний стік (транзитний + місцевий) на території області становить 51,5 км³ на рік. За цим показником Полтавщина займає 4 місце серед областей України.

## Річки

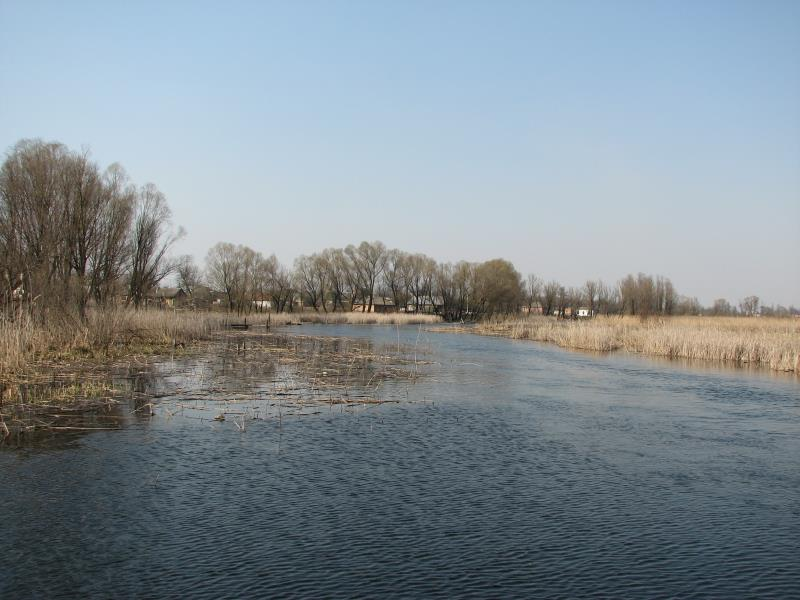
Удай біля Пирятина

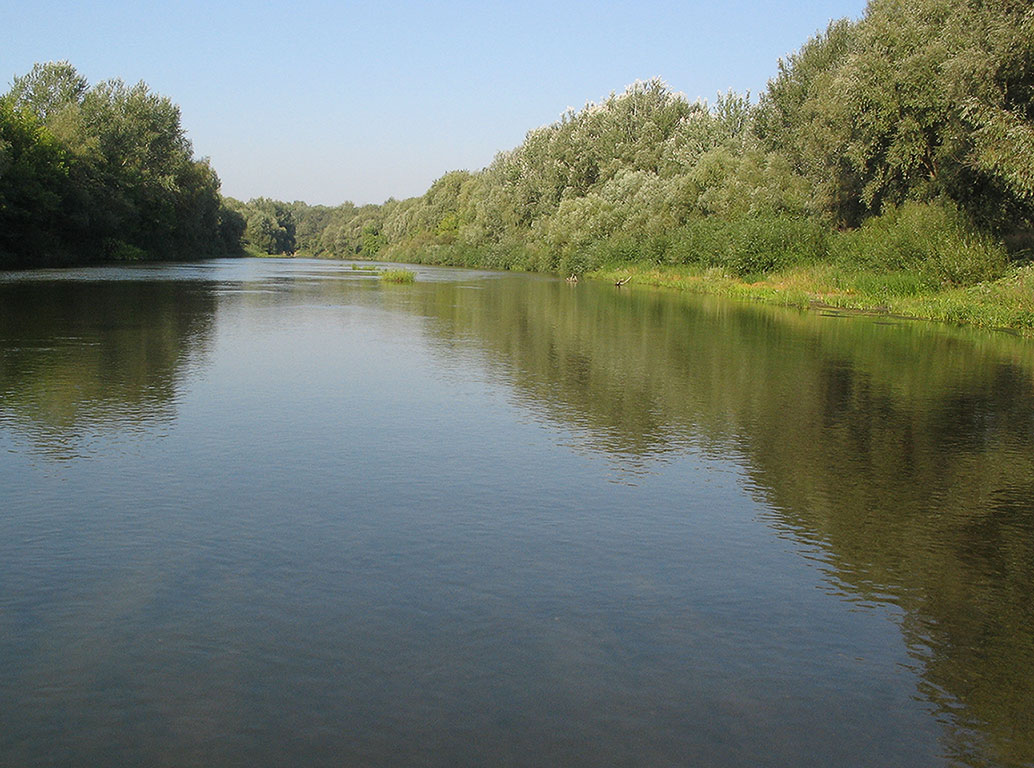
Псел біля села Говтва

На території Полтавської області налічується 146 річок (водотоків довжиною понад 10 км) загальною довжиною 5100 км. Серед них * дві великі (понад 500 км) — Дніпро і Псел
- дев'ять середніх (довжиною 101…500 км) — Ворскла, Сула, Оріль, Удай, Хорол, Оржиця, Мерла, Орчик, Коломак
- 135 малих річок (100 км і менше)
- Є також приблизно 1600 струмків.

Річкова система у сучасному вигляді сформувалася в кінці льодовикової епохи. Нахил поверхні області зумовлює переважний напрям річкової сітки: майже всі річки течуть з півночі на південь або з північного сходу на південний захід і є лівими притоками Дніпра.
Середня густота річкової мережі 0,27 км/км² (по Україні — 0,25 км/км²). Найбільший цей показник для басейнів Псла і Хоролу − в центральній частині Полтавщини (0,40 км/км²). Найменш розвинута річкова мережа (0,17 км/км²) на крайньому заході області, в басейні річки Оржиця на території Оржицького, Гребінківського та Пирятинського районів. Рівнинний характер поверхні, незначний похил зумовлюють спокійну ледве помітну течію річок, яка становить 0,1-0,3 м/сек.
Річки Полтавщини живляться в основному сніговими водами (55-60% від загального об'єму стоку), хоч більша кількість річної суми опадів випадає в тепле півріччя. Це обумовлено тим, що літні опади (за винятком зливових) просочуються в ґрунт, випаровуються і майже не дають стоку. Роль снігового живлення збільшується з півночі на південь області. Другим за значенням джерелом живлення річок є підземні води (30-35%). Роль підземного живлення зростає в зимовий і літній сезони, коли немає стоку поверхневих вод, або він незначний. Дощове живлення становить приблизно 10% річного об'єму стоку.
Сумарний річковий стік складається з двох складових: місцевого стоку та транзитного стоку. Значна частина малих річок бере початок в межах Полтавщини. Дніпро і його найбільші притоки (Псел, Ворскла, Сула та інші) починаються на території інших областей, і стік, які вони звідти приносять, є транзитним. Більша частина місцевого стоку формується у північних районах області. Шар стоку тут сягає 80 мм за рік, а модуль стоку — 3,5 л/с-км². На півдні області ці показники становлять відповідно 40 мм і 1,2-1,5 л/с-км². Така різниця пояснюється зменшенням кількості атмосферних опадів, висоти снігового покриву та зростанням випаровуваності з півночі й північного заходу на південний схід. Середній шар стоку по області становить 64 мм, що менше, ніж у середньому по Україні (87 мм).
Водоносність і рівень води в річках області протягом року відчутно змінюються. Повінь на річках у зв'язку із таненням снігу розпочинається на початку березня. У цей час формується 70-80% річного об'єму стоку. Наприкінці літа більшість річок міліє, а деякі пересихають (настає літня межінь). У цей час живлення відбувається в основному за рахунок підземних вод. Обміління річок спричиняє зниження рівня ґрунтових вод, а це веде до зменшення запасів води у ставках та водоймах. Під час літніх злив і осінніх дощів на річках бувають паводки.
За останні півстоліття на Дніпрі і його притоках споруджена велика кількість водорегулюючих споруд (водосховища, захисні дамби, водовідвідні канали і шлюзи тощо), які роблять імовірність катастрофічних повеней і паводків незначною і дещо згладжують відмінності в розподілі об'єму стоку впродовж року. Останні катастрофічні повені спостерігалися на річках області в першій половині 1950-х років. Але й у наш час у період повеней і паводків підтоплюються або частково затоплюються 400 населених пунктів та більше 100 тисяч гектарів сільськогосподарських угідь.
Приблизно 130 днів на рік річки покриті льодом. Льодостав починається на півночі та північному сході області до 7 грудня, завершується на півдні до 20 грудня, весняний льодохід розпочинається навпаки на півдні 17-18 березня, а закінчується 25 березня на північному сході.
На весну припадає 75% твердого стоку, на літо та осінь разом — лише 10%. Найменш каламутна вода на крайньому заході області (р. Оржиця), де кількість твердих домішок в воді становить 50 г/м³. Поступово каламутність води збільшується в напрямі на схід. Так для Дніпра каламутність становить 100 г/м, а для Псла та Ворскли — до 250 г/м.
Головною водною артерією Полтавщини є річка Дніпро — головна річка України, третя за площею водозбору в Європі (після Волги і Дунаю), довжина якої 2285 км, а площа басейну 503 тис. км². Дніпро омиває південно-західну частину області протягом 267 км. Колись мав Дніпро і старі русла − Старка, Старицю, Діда, рукава-притоки, які витікали і вливалися в нього. Серед них: Рящуватий, Ревучий, Гирман, Ярданка. Усі вони зникли з утворенням Кременчуцького водосховища.
Найбільшу площу вони займають в басейні Сули (озера — 32 км², болота — 1300 км²), Псла (25 та 190) та Ворскли (15 і 260). В області налічується 124 озера з площею водного дзеркала понад 0,1 км² (загальною площею 676 га і загальним об'ємом води 76 млн м³).

## Озера
За походженням озера області поділяються на два типи:
- заплавні (старі русла річок);
- плеса пересихаючих річок (поширені в басейні Сули та Хорола).

Живлення озер області відбувається за рахунок весняної повені та літніх паводків. Переважають невеликі озера з площею водного дзеркала від 0,1 до 5 кв.км. Найбільше їх в Оржицькому — 57 озер (загальною площею 252 га) та в Семенівському районах — 32 озера (площею 246 га). Найбільшим заплавним озером є Малий Лиман (на р. Сула) з площею водного дзеркала 4,6 кв.км.
Болота поширені в долинах майже всіх річок, але найбільшу площу займають в басейні Сули, Ворскли та Псла. Найбільш заболоченою територією є басейн Сули в нижній її течії, а також Хоролу й Удаю (5-10% площ їх басейнів). Тут зосереджені основні запаси торфу області. Наприклад, у заплаві Оржиці глибина торф'яників становить 5-7 метрів. Треба відзначити, що в басейні Ворскли площа озер мала, проте площа боліт становить понад 1,8% від загальної площі басейну. За походженням переважають низинні болота, що утворилися на понижених берегах річок завдяки неглибокому заляганню підземних вод. Живлення таких боліт відбувається як за рахунок підземних так і поверхневих вод. Найбільшим болотом в області є Велике Болото на р. Ворсклі (біля станції Мала Перещепина). Іншими великими болотними масивами є Рогозів Кут, Великоселецьке, Плехово, Матвіївське у Посуллі.
Певну проблему для області становить антропогенно-стимульоване заболочення й підтоплення земель (на площі 11,5 тис. га). Основними причинами цих несприятливих явищ є будівництво водосховищ і ставків; втрати води з водопровідної й каналізаційної мереж; ущільнення ґрунтів, яке робить їх менш водопроникними й зумовлює утворення верховодки. Ці чинники окремо чи в сукупності зумовлюють підвищення рівня підземних вод. Для боротьби з підтопленням і заболоченням здійснюються роботи з метою покращення дренованості підземних вод (будівництво дренажних колодязів, осушувальних каналів тощо). У 2004 році в області осушувалося 37,2 тис. земель (найбільше — на заплаві Сули і її притоках).

## Водосховища та ставки
Докладніше: Водосховища Полтавської області, Стави Полтавської області

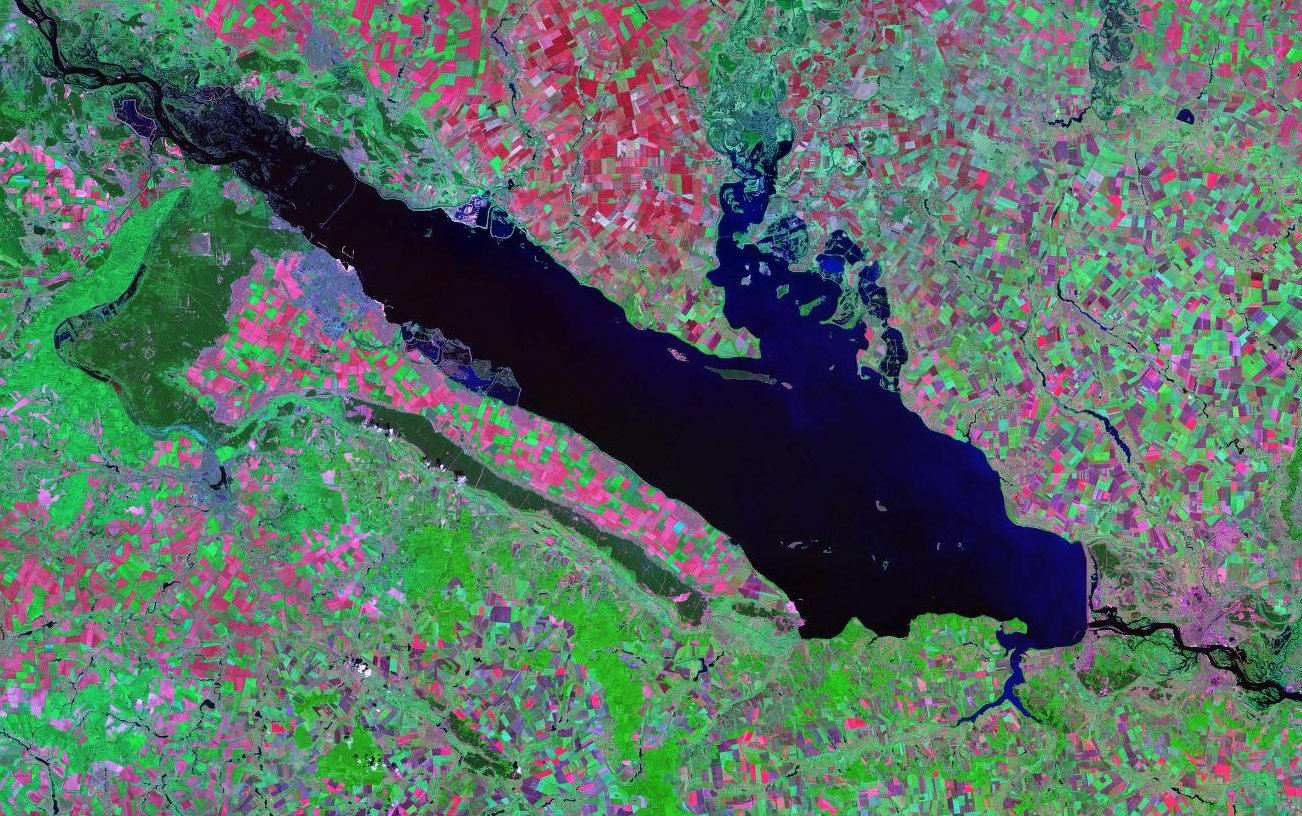
Кременчуцьке водосховище. Составний знімок з космосу.

Для запобігання надмірних розливів річок стік майже всіх річок області зарегульовано. Існує 90 водорегулюючих споруд, у тому числі 69 водосховищ із загальною площею водного дзеркала 6470 га. Обсяг води, що в них міститься становить 149,9 млн м³ (корисний об'єм водосховищ 113 млн м³). Найбільшими в Полтавській області є транзитні водосховища, що омивають територію кількох областей і утворені у долині р. Дніпро: у 1952 р. створено Кременчуцьку ГЕС, а в 1964 Середньодніпровську.
Загальні характеристики Кременчуцького водосховища: довжина — 165 км, ширина 36 км, площа водного дзеркала 2252 км², об'єм — 13,5 км³. За площею це шосте, а за довжиною греблі (11 280 м) — третє водосховище в Європі (після Ейселмер у Нідерланди та Цимлянського). Воно створене з метою забезпечення потреб водопостачання, річкового транспорту, електроенергетики, рибного господарства. На півдні територію Полтавщини омивають води Кам'янського водосховища, яке за розмірами значно менше Кременчуцького. Довжина його 114 км, ширина 16 км, а площа водного дзеркала всього 567 км². Довжина берегової лінії сягає 360 км (у тому числі 155 км — на території Полтавщини).

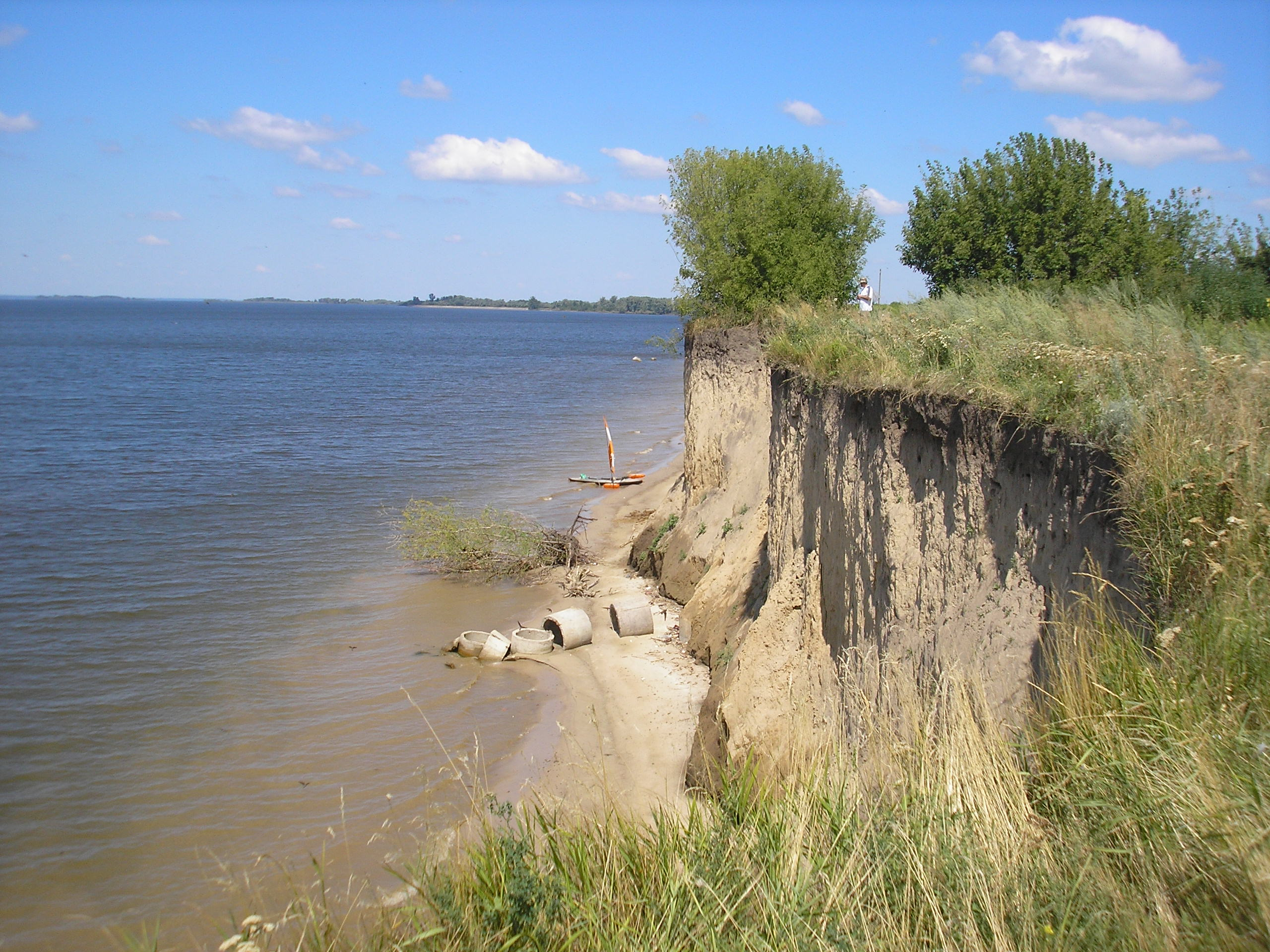
Руйнування берега Кременчуцького водосховища
поблизу села Мозоліївка

Найбільшими екологічними проблемами цього водосховища є абразія берегів (52 км на території області), замулення (із середньою інтенсивністю накопичення мулів 1 см на рік), що призводить до збільшення площі мілководдя, непродуктивного випаровування води, «цвітіння» улітку, яке призводить до погіршення її якості, заморів риби тощо. Внаслідок абразії берегів (їх відступ на окремих ділянках становить 3-7 м за рік) у середньому щорічно втрачається близько 3 гектарів земель.
Крім великих дніпровських водосховищ, на території Полтавської області створено 69  водосховищ на інших річках і 2688 ставків. Обсяг зарегульованої води у малих водосховищах 149,9,7 млн м³, у ставках 278 млн м³. Площа їх водного дзеркала становить, відповідно, 6,47 і 19,96 тис. га. Використовуються вони переважно комплексно, рідше − тільки для потреб сільського, рибного господарства, роботи цукрових заводів, потреб енергетики тощо. Найбільше ставків і малих водосховищ на території Глобинського району (161), найменше — Котелевського (8) й Кобеляцького районів (7).

## Господарська діяльність
Загалом у народному господарстві області в різні роки використовується 205–250 млн м³ води. У структурі водокористування найбільша частка припадає на сільське господарство (біля половини витрат у 2005 році), житлово-комунальне господарство (близько 1/3 витрат), і промисловість (1/5 витрат). У поверхневі водні об'єкти області за рік скидається близько 200 млн м³ стічних вод, з яких очищені до нормативних показників 1/3.
За винятком чотирьох найбільших, усі річки області міліють у період межені і втрачають цінність як джерела водопостачання. Крім того зменшення водності спостерігається і на великих річках.
Невеликі ресурси для виробництва електроенергії на ГЕС, що побудовані на середніх річках (через рівнинність і невеликий нахил рельєфу, малу швидкість течії).
Попри побудову штучних водойм Полтавська область належить до вододефіцитних регіонів. З річкового стоку, що формується в межах області, на одного жителя припадає лише 1 тис. м³ води (в цілому по Україні трохи більше).

## Підземні води та забезпечення водою населення
На більшій частині Полтавської рівнини перший від поверхні горизонт підземних вод на вододілах (в антропогенових лесових породах, моренних суглинках тощо) розташований на глибинах від 2 до 18 м. Води слабо мінералізовані (до 1 г/л), мають велику жорсткість (24-35 мг-екв/л), переважно гідрокарбонатні кальцієво-магнієві, використовуються за допомогою шахтних колодязів у сільській місцевості. На півдні області, в межах власне Придніпровської низовини, водоносні горизонти в антропогенних відкладах надзаплавних терас Дніпра мають більшу мінералізацію, але меншу жорсткість, гідрокарбонатно-сульфатно-магнієво-кальцієвий або гідрокарбонатно-кальцієво-натрієвий склад. Вони залягають ближче до поверхні, але теж використовуються за допомогою шахтних колодязів.
Усього в Полтавській області на 2004 р. налічувалося понад 200 тисяч шахтних колодязів, якими користуються понад 605 тисяч людей (36% населення). У 56% колодязів виявлено значне перевищення вмісту нітратів (у деяких пробах в Семенівському районі — до 50 разів). Нітрати потрапляють у горизонти підземних вод з відходами життєдіяльності людини і тварин (із не забетонованих вигрібних ям), та надмірного внесення азотних добрив.
Для централізованого водопостачання більшості містечок, селищ і деяких сіл використовують водоносний комплекс у відкладеннях канівської й бучакської світ палеогену, переважно з глибини 60-75 м, іноді більше. Вода цих горизонтів прісна, м'яка, переважно гідрокарбонатно-натрієва, серед мікроелементів містить іони фтору.
Для централізованого водопостачання у Полтаві використовують водоносний комплекс у крейдових відкладах, з глибини 400–700м (води прісні й слабо мінералізовані, переважно хлоридно-гідрокарбонатно-натрієві).

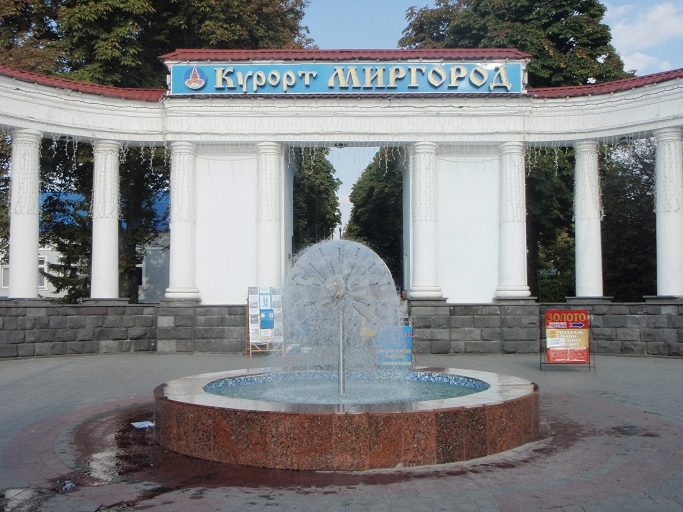
Центральний вхід до Миргород-курорту

Загальні прогнозні ресурси підземних вод у Полтавській області становлять 4060,5 млн м³ на рік, а їх розвідані та затверджені експлуатаційні ресурси — 807 млн м3 на рік.
Централізоване забезпечення водою населення міст Кременчука й Комсомольська здійснюється переважно внаслідок заборів із Дніпра.
У середньому 3-4% проб в джерелах централізованого водопостачання по області не відповідають стандарту по бактеріологічних і 7-10% — по хімічних показниках. Найгірша якість води у водопровідних мережах за обома групами показників спостерігається в Кременчуцькому, Козельщинському, Глобинському районах.
Полтавщина багата на родовища мінеральних і столових підземних вод. Уперше мінеральні води було віднайдено у 1912 році у районі міста Миргорода під час пошуку джерел водопостачання міста. З 1917 року тут діє курорт. Основним лікувальним засобом є мінеральні води. У водолікувальних закладах покращують свій стан головним чином хворі з порушенням обміну речовин та захворюваннями органів травлення.